# Kansas City International Airport

i7
i11
i13
Kansas City International Airport ist der internationale Flughafen von Kansas City im US-Bundesstaat Missouri.

## Lage und Verkehrsanbindung
Der Kansas City International Airport liegt 25 Kilometer nordwestlich des Stadtzentrums von Kansas City. Er verfügt über mehrere Anschlussstellen an den Interstates 29 und 435 und am U.S. Highway 71, der sich auf Höhe des Flughafens die Trasse mit der Interstate 29 teilt.
Der Kansas City International Airport ist durch Busse in den Öffentlichen Personennahverkehr eingebunden. Die Route 229 der RideKC fährt die beiden in Betrieb befindlichen Passagierterminals des Flughafens regelmäßig an.

## Geschichte
Der Flughafen wurde errichtet, nachdem 1951 eine Flut Einrichtungen auf dem Fairfax Airport beschädigt hatte. Die Bauarbeiten begannen im September 1954 und 1956 wurde die erste Start- und Landebahn eingeweiht. Als offiziellen Namen für den Flughafen wählte man Mid-Continent International Airport nach der Fluggesellschaft Mid-Continent Airlines, die allerdings zur Zeit der Einweihung bereits vom Konkurrenten Braniff International Airways übernommen worden war.
Nach der Einweihung gab es am Flughafen keine regelmäßigen Linienflüge, Hauptnutzer war Trans World Airlines (TWA), die am Flughafen einen Wartungsbetrieb einrichteten. Nachdem die Federal Aviation Agency 1963 den Innenstadt-Flughafen von Kansas City (heute Charles B. Wheeler Downtown Airport) als unzureichend für große Jets erklärt hatte, beschlossen die Einwohner von Kansas City 1966, den Mid-Continent International Airport zu kaufen und zum Hauptflughafen der Stadt auszubauen. 1972 waren die Arbeiten abgeschlossen und der neue Kansas City International Airport wurde von US-Vizepräsident Spiro Agnew eingeweiht. TWA plante, am Flughafen ein Drehkreuz zu errichten, um den Mittleren Westen mit Hilfe der damals neuen Boeing 747 mit internationalen Zielen zu verbinden.
Beim Bau wählte man ein Layout ähnlich dem des Flughafens Berlin-Tegel, bei dem die Passagiere bis fast an ihren Flugsteig fahren konnten. Die großen Passagierzahlen der Boeing 747 stellten dieses Layout vor große Probleme, mit dem Aufkommen von Sicherheitskontrollen verschärften sich diese Probleme noch. TWA forderte von der Stadtverwaltung einen grundlegenden Umbau und zog schließlich, als diese verweigert wurden, mit dem Drehkreuz zum Flughafen St. Louis um.
Danach errichtete Midwest Airlines ein Drehkreuz am Flughafen. Jedoch wurde die Fluggesellschaft 2009 von der Republic Airways Holdings übernommen und ein Jahr später mit Frontier Airlines zusammengelegt. Diese unterhält in Kansas City kein Drehkreuz mehr.
Am 25. März 2019 erfolgte der Spatenstich für ein neues Passagierterminal. Entgegen früherer Planungen, welche die Errichtung des neuen Terminals an einem neuen Vorfeld vorsahen, soll das Terminal nun an der Stelle des geschlossenen Terminal A errichtet werden, dessen Abriss gleichzeitig begann. Am 28. Februar 2023 wurde das neue Passagierterminal eröffnet. 2024 begann der Abriss der Terminals B und C.

## Flughafenanlagen

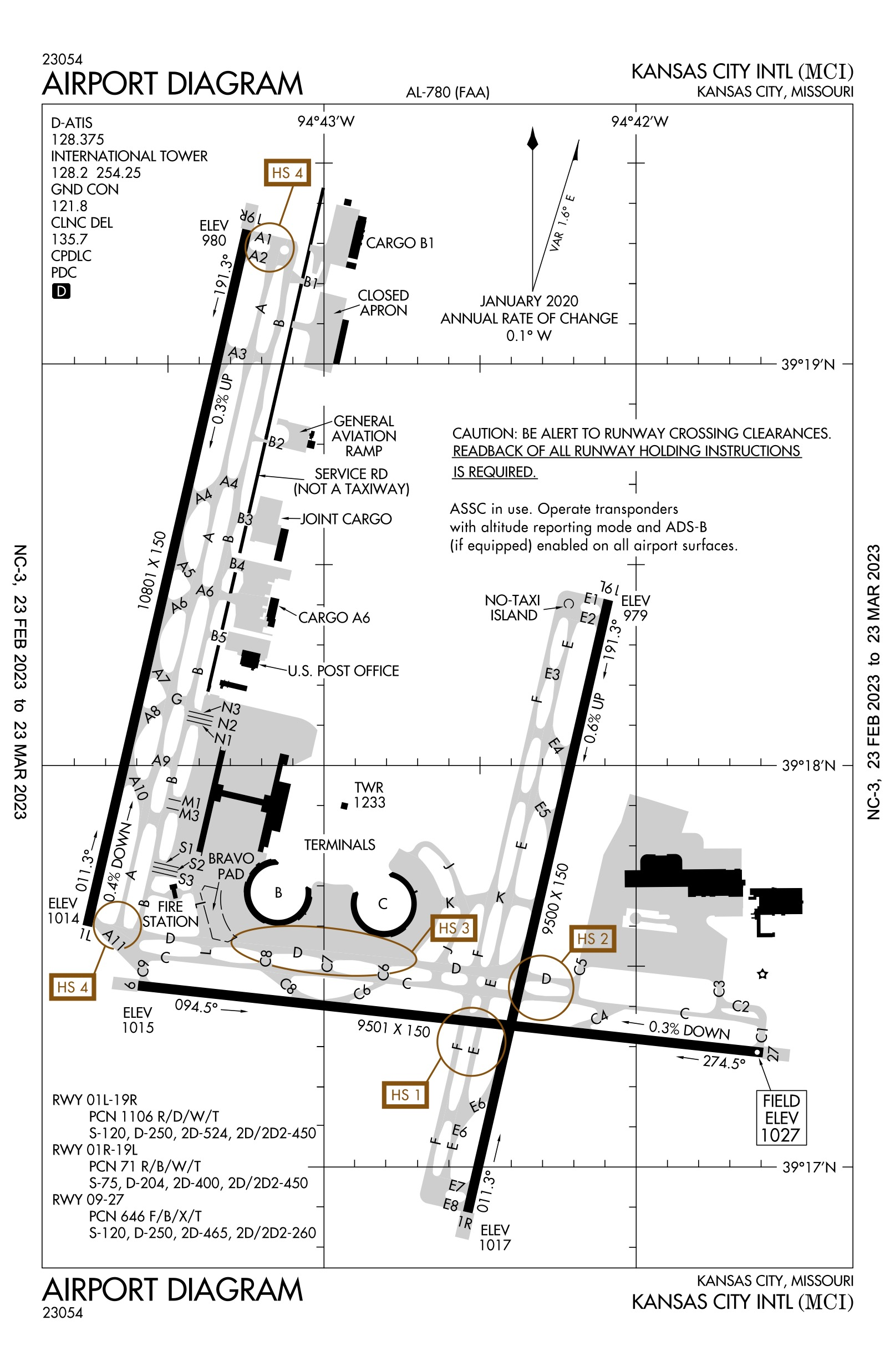
Flughafendiagramm (veraltet)

Der Kansas City International Airport erstreckt sich über 4322 Hektar.

### Start- und Landebahn
Der Kansas City International Airport verfügt über drei Start- und Landebahnen, von denen zwei parallel verlaufen. Die längste Start- und Landebahn trägt die Kennung 01L/19R, ist 3292 Meter lang, 46 Meter breit und hat einen Belag aus Asphalt. Die parallele Start- und Landebahn trägt die Kennung 01R/19L ist 2896 Meter lang, 46 Meter breit und hat einen Belag aus Beton. Die Querwindbahn trägt die Kennung 09/27, ist 2896 Meter lang, 46 Meter breit und mit einem Belag aus Asphalt ausgestattet. Die Start- und Landebahn 01R/19L kreuzt die Querwindbahn 09/27. Die Landebahnen 19R und 01R sind mit CAT IIIb-Instrumentenlandesystemen ausgestattet, bei den anderen Landebahnen entspricht es der Kategorie CAT I.

### Passagierterminal
Der Kansas City International Airport verfügt über ein Passagierterminal mit 40 Flugsteigen in zwei Concourses. 13 Flugsteige befinden sich in Concourse A, die restlichen 27 Flugsteige befinden sich in Concourse B. Der Concourse A wird von Air Canada, Alaska Airlines, Allegiant Air, American Airlines, Sun Country Airlines und Viva Aerobus genutzt. Der Concourse B wird von Allegiant Air, Delta Air Lines, Frontier Airlines, Spirit Airlines, Southwest Airlines und United Airlines genutzt.

## Fluggesellschaften und Ziele
Der Kansas City International Airport wird im Linienverkehr von elf Fluggesellschaften angeflogen. Nach Passagierzahlen ist heute Southwest Airlines die mit Abstand größte Fluggesellschaft, gefolgt von Delta Air Lines, American Airlines und United Airlines. Es bestehen Verbindungen zu 52 zum Teil saisonalen Zielen in den Vereinigten Staaten, darunter vor allem die Drehkreuze der Fluggesellschaften. Darüber hinaus bestehen internationale Direktverbindungen zu Zielen auf Jamaika, in Kanada und in Mexiko, die zum Teil nur saisonal angeboten werden.

## Verkehrszahlen
| Jahr | Passagierzahlen | Luftfracht (Tonnen) (mit Luftpost) | Flugbewegungen (mit Militär) |
| ---- | --------------- | ---------------------------------- | ---------------------------- |
| 2023 | 11.536.246      | 107.778                            | 115.751                      |
| 2022 | 9.819.092       | 117.795                            | 102.905                      |
| 2021 | 7.677.004       | 111.499                            | 87.843                       |
| 2020 | 4.493.669       | 89.946                             | 73.715                       |
| 2019 | 11.795.635      | 96.175                             | 123.395                      |
| 2018 | 11.850.825      | 96.369                             | 127.449                      |
| 2017 | 11.503.936      | 94.186                             | 123.335                      |
| 2016 | 11.041.750      | 95.457                             | 127.682                      |
| 2015 | 10.472.461      | 86.362                             | 122.657                      |
| 2014 | 10.166.879      | 87.437                             | 129.824                      |
| 2013 | 9.644.264       | 90.132                             | 129.243                      |
| 2012 | 9.749.507       | 87.741                             | 136.080                      |
| 2011 | 10.158.452      | 86.015                             | 144.548                      |
| 2010 | 9.912.203       | 87.111                             | 148.606                      |
| 2009 | 9.774.972       | 88.691                             | 153.339                      |
| 2008 | 10.469.892      | 113.939                            | 181.787                      |
| 2007 | 11.275.951      | 127.793                            | 201.009                      |
| 2006 | 10.553.313      | 134.975                            | 178.466                      |
| 2005 | 9.730.909       | 135.000                            | 155.985                      |
| 2004 | 9.749.866       | -                                  | 169.335                      |
| 2003 | -               | -                                  | 170.758                      |
| 2002 | -               | -                                  | 191.325                      |
| 2001 | -               | -                                  | 209.697                      |
| 2000 | 11.911.011      | -                                  | 218.312                      |
| 1999 | -               | -                                  | 219.816                      |
| 1998 | -               | -                                  | 212.505                      |
| 1997 | -               | -                                  | 211.564                      |
| 1996 | -               | -                                  | 197.184                      |
| 1995 | -               | -                                  | 204.353                      |
| 1994 | -               | -                                  | 203.070                      |
| 1993 | -               | -                                  | 188.815                      |
| 1992 | -               | -                                  | 177.519                      |
| 1991 | -               | -                                  | 176.828                      |

### Verkehrsreichste Strecken
| Rang | Stadt                       | Passagiere | Fluggesellschaft            |
| ---- | --------------------------- | ---------- | --------------------------- |
| 01   | Denver, Colorado            | 500.020    | Frontier, Southwest, United |
| 02   | Atlanta, Georgia            | 479.040    | Delta, Southwest            |
| 03   | Dallas/Fort Worth, Texas    | 301.820    | American, Spirit            |
| 04   | Phoenix–Sky Harbor, Arizona | 288.400    | American, Southwest         |
| 05   | Chicago–O’Hare, Illinois    | 276.830    | American, United            |
| 06   | Las Vegas, Nevada           | 262.850    | Southwest, Spirit           |
| 07   | Chicago–Midway, Illinois    | 252.900    | Southwest                   |
| 08   | Dallas–Love, Texas          | 210.020    | Southwest                   |
| 09   | Charlotte, North Carolina   | 198.680    | American                    |
| 10   | Orlando, Florida            | 194.980    | Southwest, Spirit           |

## Zwischenfälle
- Am 16. Februar 1995 verunglückte eine Douglas DC-8-63F der Air Transport International (Luftfahrzeugkennzeichen N782AL) auf dem Kansas City International Airport. Es wurde versucht, mit nur drei laufenden Triebwerken zu starten, wobei alle drei Crewmitglieder ums Leben kamen. Als Ursache wurde ein Kontrollverlust des Flugzeuges aufgrund zu geringer Erfahrung der Crew mit dieser Startart ermittelt. Der Fluggesellschaft wurde dabei ein Mitverschulden zugeschrieben, da diese es versäumt hätte, eine adäquat ausgebildete Crew einzusetzen (siehe auch Air-Transport-International-Flug 782).[16]